# Орландо Аравена
Орландо Аравена (ісп. Orlando Aravena; 21 жовтня 1942, Талька — 21 березня 2024) — чилійський футболіст, що грав на позиції півзахисника. По завершенні ігрової кар'єри — тренер.

## Ігрова кар'єра
У дорослому футболі дебютував 1957 року виступами за команду «Депортес Магальянес». Наступного року перебрався до команди «Депортес Ла-Серена», а згодом також грав за «Палестіно» і «Коло-Коло».
Завершував ігрову кар'єру у команді «Ньюбленсе», за яку виступав протягом 1971—1972 років.

## Кар'єра тренера
Розпочав тренерську кар'єру невдовзі по завершенні кар'єри гравця, 1975 року, очоливши тренерський штаб молодіжної збірної Чилі.
Наступного 1976 року перейшов на клубну роботу, ставши головним тренером «Коло-Коло». Протягом наступного десятиріччя регулярно змінював клуби і встиг попрацювати майже з усіма провідними футбольними командами Чилі.
У 1987–1989 роках очолював тренерський штаб національної збірної Чилі, зокрема керував її діями у двох розіграшах Кубка Америки — у 1987 і 1989 роках, здобувши у першому випадку срібні нагороди континентальної першості.
1989 року був відсторонений від футболу на п'ять років рішенням ФІФА за спробу у шахрайський спосіб вплинути на результат гри Бразилія — Чилі в рамках відбору на чемпіонат світу 1990 року. У другому таймі гри, яку чилійцям необхідно було вигравати задля потрапляння на світову першість, вони поступалися з рахунком 0:1, і Аравена наказав воротареві Роберто Рохасу симулювати влучання в нього одного з фаєрів, які кидали у бік поля бразильські вболівальники. Після цього чилійці залишили поле і відмовилися на нього повернутися, мотивуючи це побоюваннями за свою безпеку і сподіваючись на присудження господарям гри бразильцям технічної поразки. Натомість технічну поразку було присуджено чилійцям після того, як аналіз відеозаписів гри показав, що фаєр упав щонайменше у метрі від Рохаса, а згодом з'ясувалося, що він за вказівкою тренера імутував травму від фаєра, пошкодивши собі обличчя завчасно пронесеним на поле лезом.
Відбувши покарання, 1996 року Аравена очолив тренерський штаб «Палестіно», а останнім місцем тренерської роботи Орландо Аравени був 2006 року «Сантьяго Морнінг».

## Титули і досягнення
- Срібний призер Кубка Америки: 1987